# Planetarium Niebo Kopernika

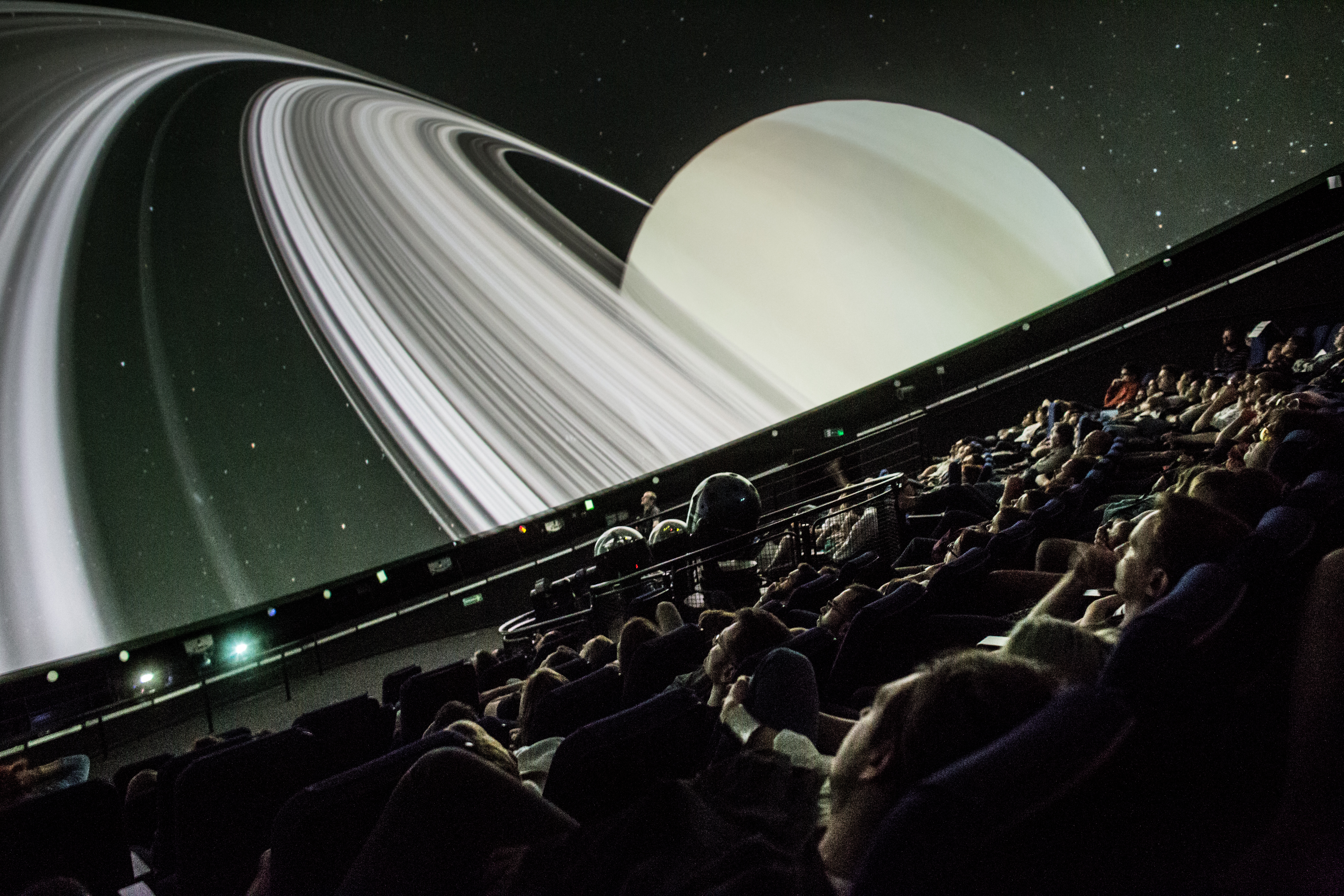
Saturn. Wirtualna wycieczka po planetach Planetarium Centrum Nauki Kopernik w Warszawie - pokaz w związku z przelotem sondy New Horizons obok Plutona.

Planetarium Niebo Kopernika – planetarium będące częścią Centrum Nauki Kopernik w Warszawie, działające od 19 czerwca 2011 roku. Jest wyposażone w kopułę ze sferycznym ekranem o średnicy 16 m oraz projektor Megastar IIA. Mieści 139 widzów, zaopatrzone jest w 6 cyfrowych projektorów, projektor gwiazdowy oraz system urządzeń do pokazów laserowych. Planetarium ma własne studio produkcyjne tworzące m.in. filmy w technologii fulldome, przeznaczone do wyświetlania na ekranach sferycznych. Do tej pory studio wyprodukowało dwa filmy: "Na skrzydłach marzeń" i "Halo, Ziemia", cieszące się dużym uznaniem na całym świecie.

## Budynek
Planetarium zlokalizowane jest nad Wisłą na północ od Mostu Świętokrzyskiego i połączone jest łącznikiem z budynkiem Centrum Nauki Kopernik. Budynek planetarium, który przypomina swoją bryłą wielki głaz narzutowy, został zaprojektowany przez Laboratorium Architektury Gilner + Kubec z Rudy Śląskiej. Oparty jest na konstrukcji stalowej pokrytej bursztynowym szkłem. Przed budynkiem znajduje się Park Odkrywców.
Sala projekcyjna znajduje się wewnątrz budynku na pierwszym piętrze, a jej szczyt widoczny jest jedynie z góry. Sferyczny ekran o masie niemal trzech ton to Spitz NanoSeam. Podwieszony jest na łańcuchach i wraz z widownią pochylony pod kątem około 17°. Obraz podczas projekcji wyświetlany jest na całej powierzchni ekranu, a fotele umożliwiają oglądanie jej niemal w pozycji leżącej.

## Planetarium

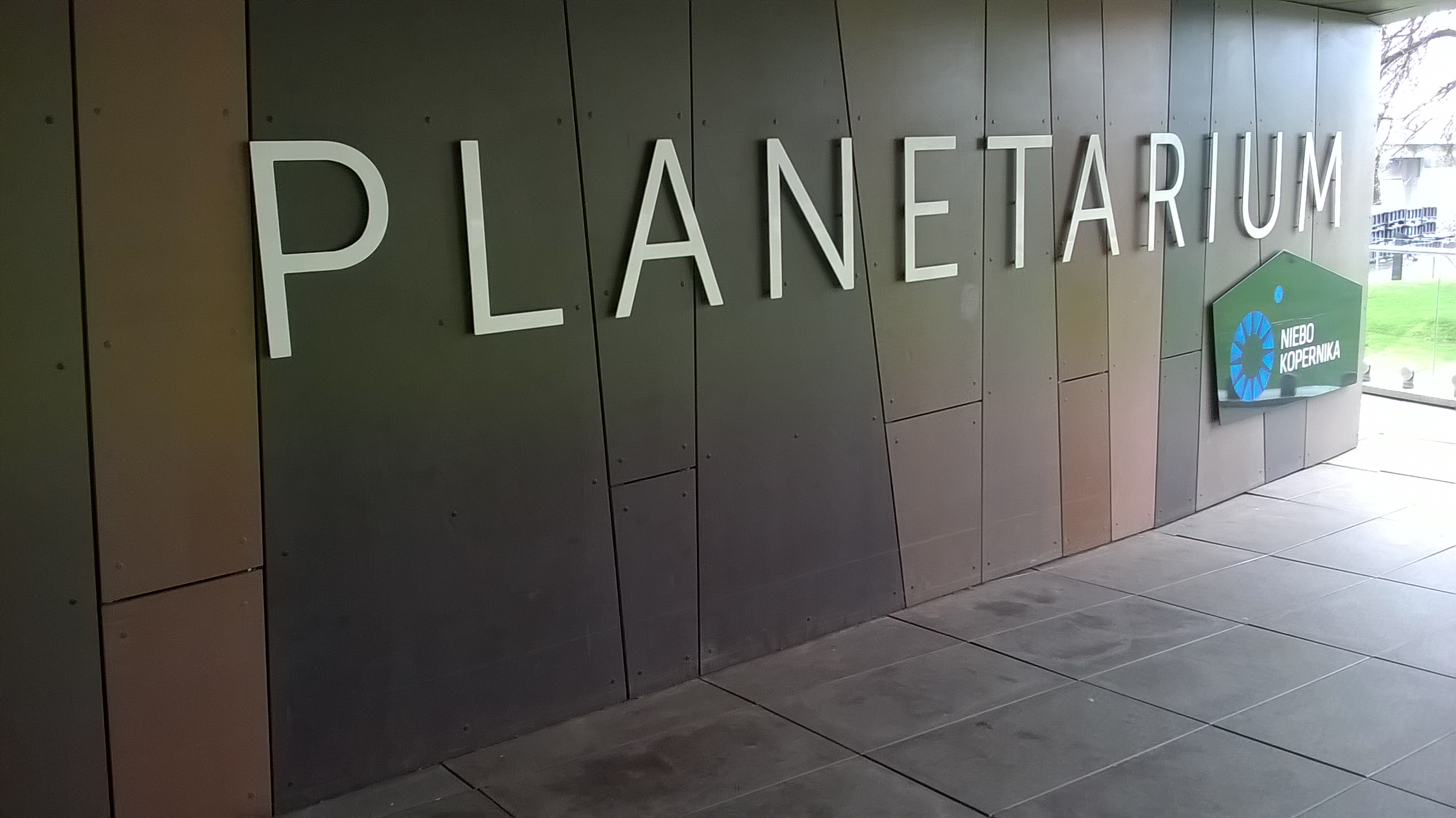
Fasada budynku Planetarium Niebo Kopernika

W centrum sali projekcyjnej Planetarium Niebo Kopernika znajduje się optyczny projektor gwiazdowy Megastar IIA oparty na technologii LED produkcji japońskiego przedsiębiorstwa Ohira Tech. Urządzenie o masie około 80 kg potrafi wyświetlić blisko 16 milionów gwiazd. Projektor gwiazdowy otoczony jest przez małe projektory cyfrowe wyświetlające obrazy Słońca, Księżyca oraz pięć projektorów planet widocznych z powierzchni Ziemi gołym okiem. Cyfrowy system projekcyjny wykorzystywany jest do uzupełnienia obrazu z projektora gwiazdowego o dodatkowe elementy takie jak np. linie, gwiazdozbiory, podpisy i panoramy. Może też działać samodzielnie, umożliwiając podróże po kosmosie, renderując jego obrazy w czasie rzeczywistym albo wyświetlanie filmów w technologii 2D i 3D.

### Specyfikacja techniczna
- Ekran projekcyjny:

- ekran Spitz NanoSeam o masie niemal trzech ton, średnicy 16 m i nachyleniu 17°,

- Projektory:

- analogowy  projektor gwiazdowy Megastar IIA oparty na technologii LED wyprodukowany przez Ohira Tech, znajdujący się na specjalnie przygotowanej windzie,
- 5 analogowych projektorów planet: Merkury, Wenus, Mars, Jowisz, Saturn,
- 2 cyfrowe projektory do wyświetlania Słońca oraz Księżyca (z uwzględnieniem faz),
- system do projekcji cyfrowej 2D i 3D active stereo o rozdzielczości 8k oparty na sześciu projektorach laserowych Sony i dwunastu komputerach renderujących obraz z pomocą oprogramowania DigitalSky II,

- System do pokazów laserowych:

- 3 skanery laserowe RGB Kant,  przeznaczone do wyświetlania grafiki,
- 5 skanerów laserowych RGB HB-laser, przeznaczonych do tworzenia efektów w dymie scenicznym,
- 32 lustra dyfrakcyjne,
- 4 wytwornice dymu,

- System nagłośnienia:

- Digital 5.1 Surround Sound System oparty na 7 głośnikach JBL i wzmacniaczach Crown o łącznej mocy 16 kW,

- Studio produkcyjne:

- farma renderująca – 60 rdzeni renderujących, 744 GB pamięci RAM,

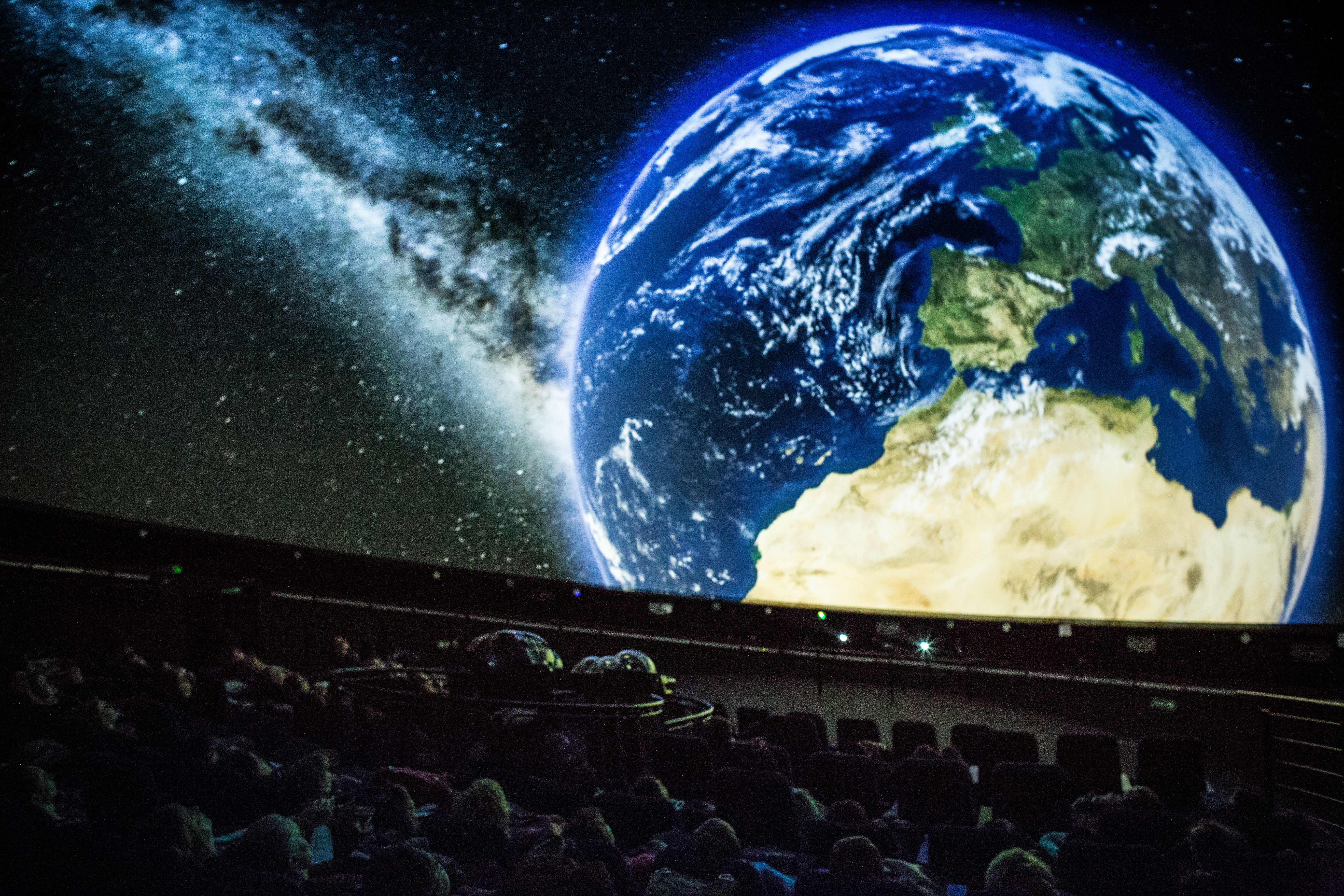
Pokaz w Planetarium w trakcie warsztatów ESERO dla nauczycieli.

- mini-kopuła o średnicy 1,80 m, miniatura planetarium do testów własnych produkcji.

## Repertuar
W planetarium wyświetlane są pokazy dostosowane do różnych grup wiekowych – grup przedszkolnych, wczesnoszkolnych, ponadpodstawowych, skierowane do rodzin z dziećmi, dorosłych, fanów muzyki i zainteresowanych nauką.
Najczęściej seanse składają się z prezentacji na żywo i filmu. Do najważniejszych punktów repertuaru należą:
- Na skrzydłach marzeń – pierwszy polski film w technologii fulldome opowiadający o historii lotnictwa nagrodzony wieloma nagrodami[6],
- Halo Ziemia - drugi film w technologii fulldome wyprodukowany przez studio planetarium,
- Szybciej niż światło - film zakupiony przez Centrum Nauki Kopernik i wprowadzony do repertuaru w lutym 2019 r.[7]
- Dark Side of the Moon – pokaz filmowy i laserowy do muzyki z płyty zespołu Pink Floyd nagrodzony przez Międzynarodowe Stowarzyszenie Pokazów Laserowych[8],
- Inne pokazy: Voices in the Dark (laserowo-muzyczny), Chaos i harmonia (muzyczno-artystyczny),
- Koncerty pod gwiazdami oraz Orbita jazzu – pokazy nieba, którym towarzyszą koncerty muzyki klasycznej lub jazzowej (raz w miesiącu także dla dzieci),
- Prosto z nieba – cykl spotkań z naukowcami, multimedialny pokaz dotyczący najnowszy osiągnięć astronomii, astronautyki i nauk o Ziemi.

W Planetarium Niebo Kopernika przedstawianych jest około 50 projekcji w tygodniu; typowy seans trwa około godziny.
W budynku znajduje się wystawa stała o nazwie „Patrz: Ziemia” złożona z ok. 20 eksponatów, na którą wstęp jest bezpłatny.

## Galeria

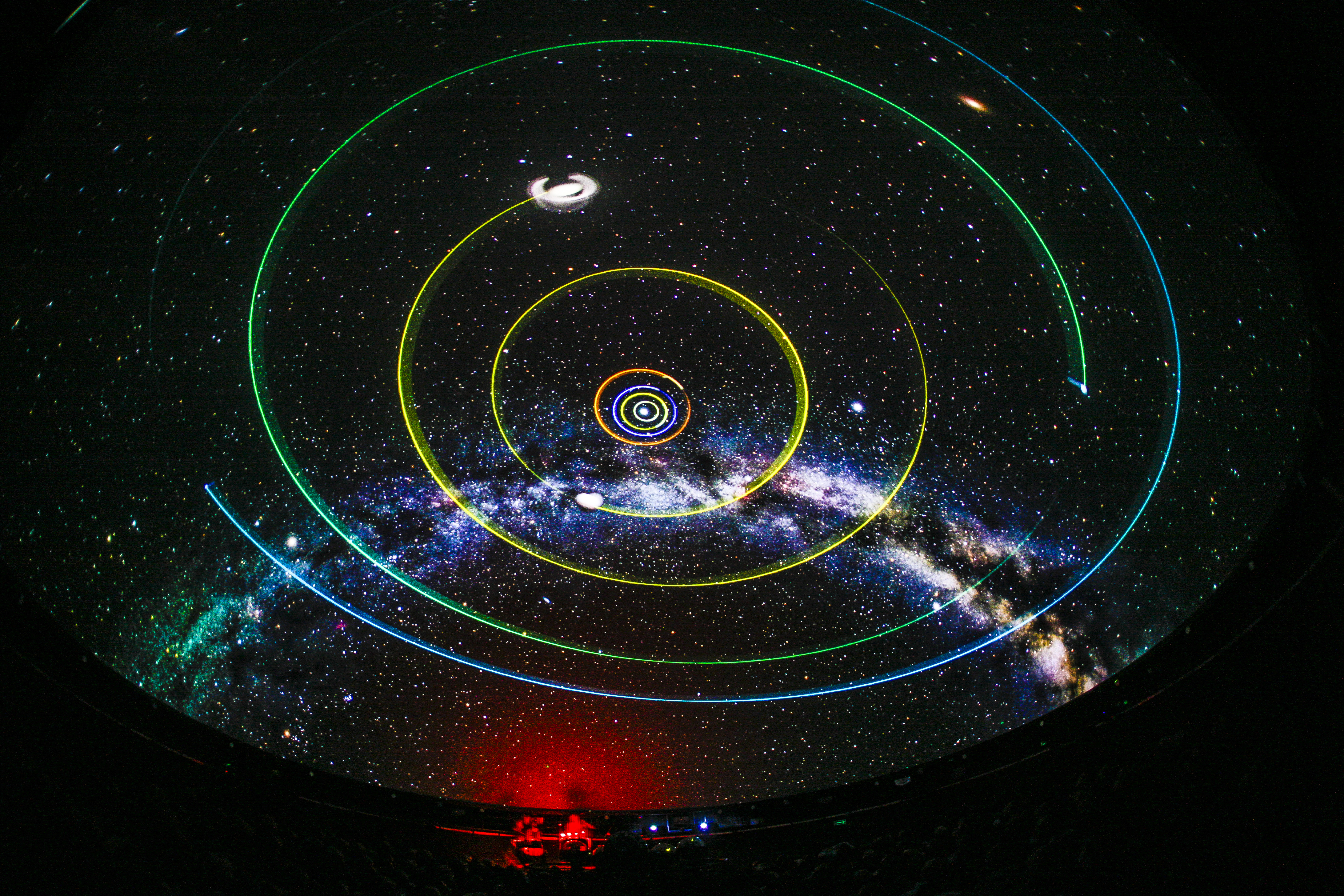
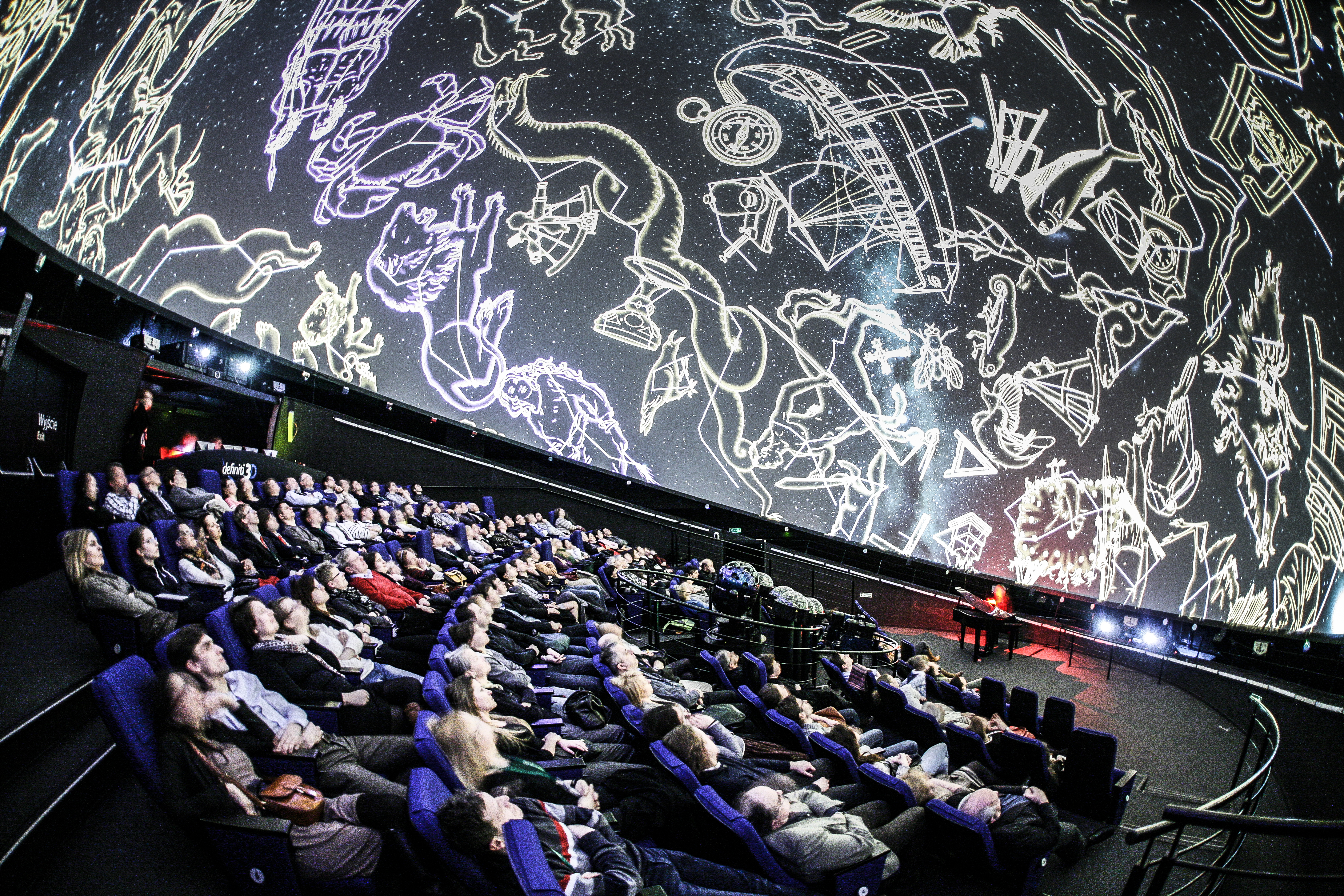
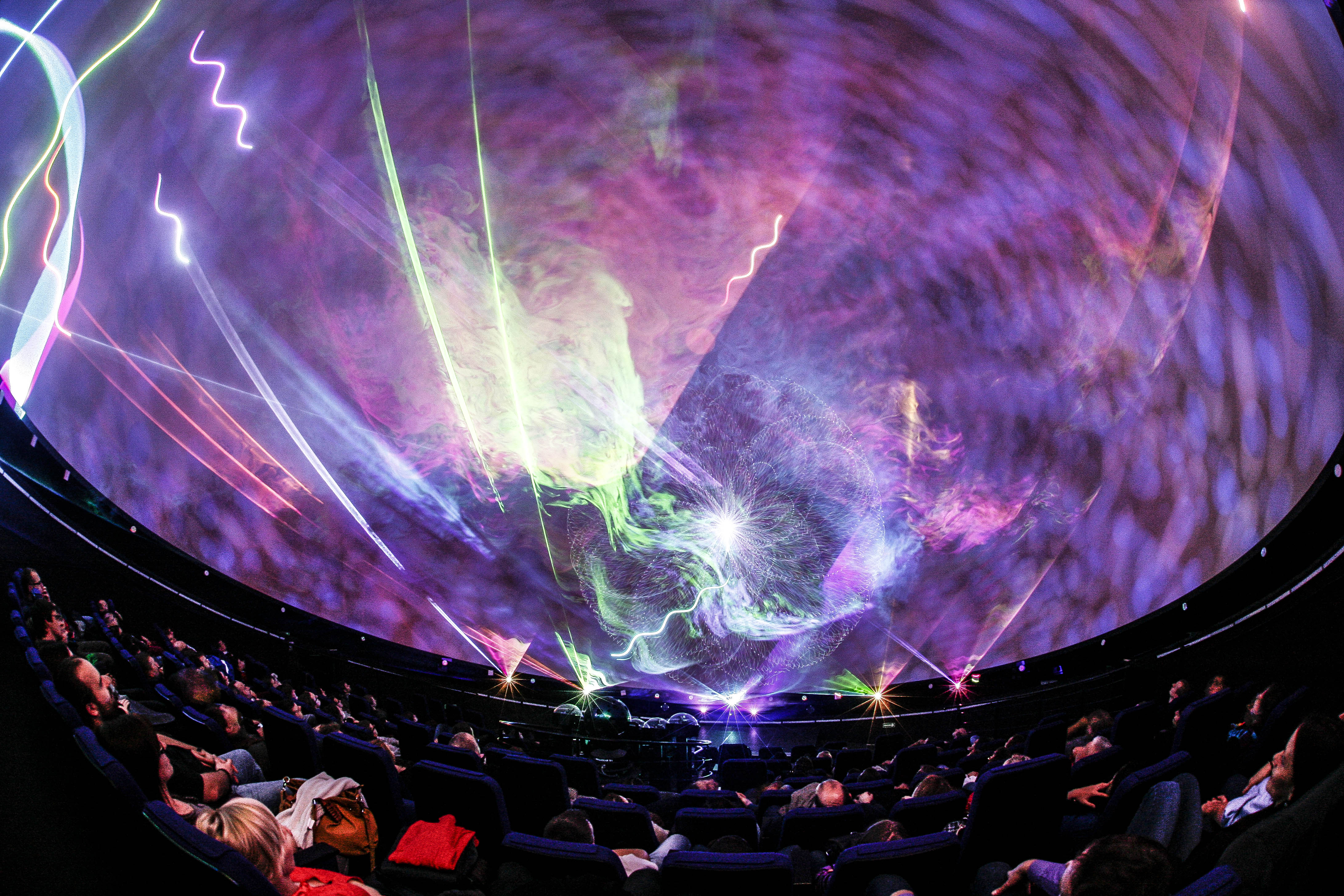